# عارف قزوینی
ابوالقاسم عارف قزوینی (۱۲۵۹ ه‍.خ – ۱ بهمن ۱۳۱۲ ه‍.خ) شاعر، موسیقی‌دان و تصنیف‌ساز ایرانی دوران قاجار و پهلوی بود. او به‌خاطر سرودن تصنیف‌ها و غزل‌های سیاسی، میهنی و عاشقانه‌اش شناخته می‌شود. اعتبار واردکردنِ مفاهیم سیاسی در تصنیف، به عارف داده می‌شود و از او با لقب «شاعر ملی ایران» یاد می‌شود. تصنیف‌های عارف، به سرعت بین مردم رواج می‌یافتند و منتقدان معتقدند که عارف از طریق اشعارش روی جامعهٔ ایران که درگیر انقلاب مشروطه بود، تأثیری کتمان‌ناپذیر داشته است.
عارف در قزوین زاده شد و سرودن شعر را از نوجوانی آغاز کرد. در همان دوران به تهران رفت و هم با دربار قاجار آشنا شد و هم با جنبش مشروطه ایران. عارف شروع به سرودن تصنیف‌هایی با مضامین سیاسی کرد که در نوع خود نوآوری داشت و به سرعت میان مردم محبوب می‌شدند. عارف کنسرت‌های متعددی در ایران برگزار کرد و زمانی که رضاخان در پی براندازی حکومت قاجار بود از وی حمایت کرد، اگر چه بعدها اختناق سیاسی حکومت رضاشاه گریبان او را هم گرفت و به همدان رفت یا تبعید شد. او سال‌های پایانی عمرش را به سختی گذراند و در نهایت از عوارض سرطان ریه که به حنجره‌اش هم سرایت کرده بود، در همدان درگذشت.
عارف ده‌ها تصنیف و غزل سروده که بسیاری از آن‌ها توسط خوانندگان سرشناسی همچون قمرالملوک وزیری، عبدالله دوامی، غلامحسین بنان، الهه، و محمدرضا شجریان بازخوانی شده‌اند. از عارف هیچ اثر صوتی ضبط‌شده‌ای بر جای نمانده است اما بر اساس آنچه معاصرانش روایت کرده‌اند، صدایی گرم و قوی داشته و از تحریر پرهیز می‌کرده است. سبک شعری وی نسبتاً ساده است و اشعارش عموماً یا محتوای عاشقانه دارند یا محتوای سیاسی و میهن‌پرستانه. عارف مورد نقد ادبای معاصر خودش بود، و او نیز بسیاری از ادبای هم‌عصرش را نکوهش می‌کرد. از مهم‌ترین تصنیف‌هایی که همزمان با تحولات دورهٔ مشروطه و جنگ جهانی اول سروده است، می‌توان به «از خون جوانان وطن لاله دمیده» و «گریه کن» (که پس از مرگ کلنل محمدتقی پسیان آن را سرود) اشاره کرد.

## زندگی

### تولد و سال‌های نوجوانی
ابوالقاسم عارف قزوینی در سال ۱۳۰۰ ه‍.ق (معادل ۱۲۵۹ ه‍.خ) در قزوین متولد شد. محل تولد وی محلهٔ «پنبه‌ریسه» در قزوین ذکر شده است. پدرش «ملا هادی وکیل» بود که در قزوین به وکالت اشتغال داشت. نام مادرش خانم‌ناز بود و عارف سومین پسر آن‌ها بود. نیاکان عارف از طایفهٔ مراغیان رودبار محمدزمان خان بودندو دو نسل قبل از عارف، زرتشتی بودند.
عارف صرف و نحو عربی و فارسی را در قزوین فراگرفت و خط شکسته و نستعلیق را بسیار خوب می‌نوشت. موسیقی را ظرف ۱۴ ماه نزد میرزا صادق خرازی آموخت. مدتی به اصرار پدر در پای منبر میرزا حسین واعظ، یکی از وعاظ قزوین، به نوحه‌خوانی پرداخت و عمامه می‌بست؛ ولی پس از مرگ پدر عمامه از سر برداشت و ترکِ روضه‌خوانی کرد.
عارف دو برادر بزرگتر داشت. به گفتهٔ خود عارف، پدر و مادرش مدام مشاجره داشتند و این باعث شده بود که وی و برادرانش زندگی سختی داشته باشند. عارف نسبت به پدرش دیدگاهی منفی داشت و وی را فردی خائن و کم‌خِرد می‌دانست. دلخوری و کینهٔ عارف از پدرش چنان بود که وقتی پدرش درگذشت، عارف تمام وصیت‌های پدرش را برعکس عمل کرد؛ برخلاف میل پدرش، پیکرش را برای دفن به کربلا نبُرد، و آن بخش از اراضی موروثی پدرش را که وصیت کرده بود صَرف روضه‌خوانی شود، تبدیل به باغ انگور کرد تا شراب‌گیری در آن‌ها انجام شود. با این حال، وی ذکر می‌کند که پدرش در این که عارف خوشنویسی و موسیقی یاد بگیرد، کوتاهی نکرده بود.

### ازدواج

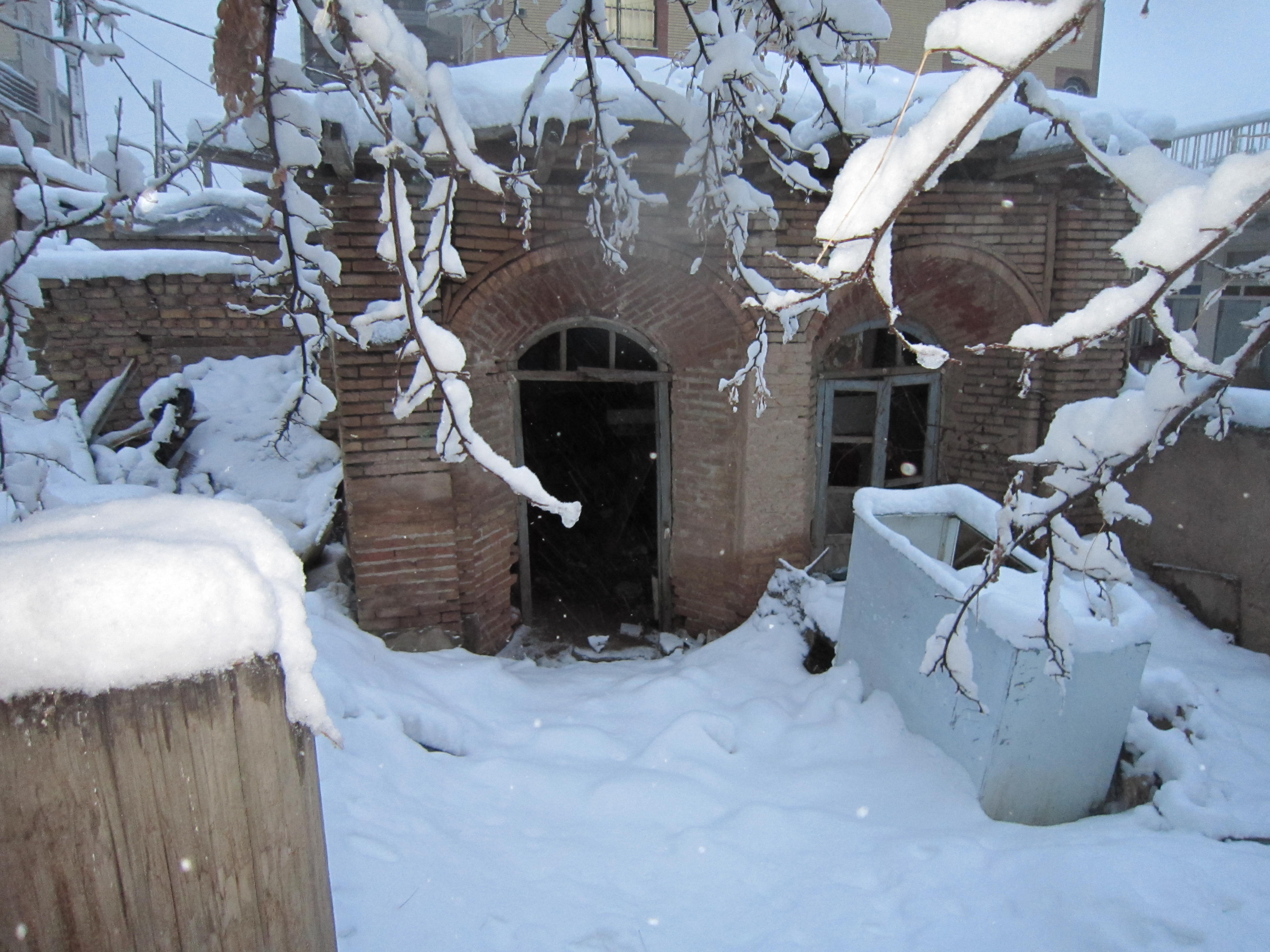
خانه عارف قزوینی در محلهٔ حمدالله مستوفی قزوین

عارف در ۱۷ سالگی به دختری با نام «خانم‌بالا» علاقه پیدا کرد و پنهانی با او ازدواج کرد. تصنیف «دیدم صنمی» را عارف در وصف او سرود. پس از اینکه خانوادهٔ دختر مطلع شدند، فشارها بر عارف زیاد شد و او به ناچار به رشت رفت و پس از بازگشت با وجود عشق بسیار، آن دختر را طلاق داد و تا آخر عمر دیگر ازدواج نکرد.

### میانسالی و مشروطه

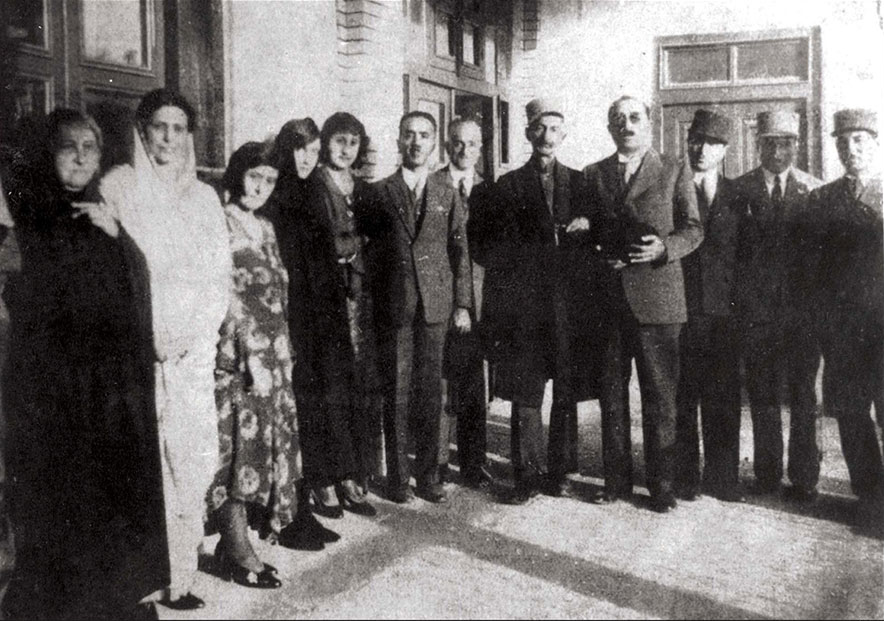
از راست نفر دوم: حسن اقبالی، عبدالحسین سپنتا، دینشاه ایرانی و عارف قزوینی، بدیع‌الحکما، جلال‌الدین کیهان (جنرال کنسول ایران در بمبئی)، مریم بدیع (دختر بدیع‌الحکما)، ناشناس، مُنور بدیع (همسر بدیع‌الحکما).تصویر در خانهٔ بدیع‌الحکما در خیابان بین‌النهرین همدان، ۱۳۱۱ ه‍.خ

در سال ۱۳۱۶ ه‍.ق (۱۲۷۷ ه‍.خ) عارف به تهران رفت و چون صدای خوشی داشت با شاهزادگان قاجار آشنا شد، از جمله موثق‌الدوله مغرور میرزا (که پدر شوهر یکی از دختران مظفرالدین شاه بود) و میرزا علی‌اصغر خان اتابک که صدر اعظم دربار بود. پس از آن که مظفرالدین‌شاه صدای عارف را شنید، تصمیم گرفت برای وی مقرری تعیین کند، اما عارف که منتقد دربار بود، به بهانهٔ سرکشی به املاک خود در قزوین، تهران را ترک کرد و از گرفتن مقرری پرهیز کرد.
در سال‌های منتهی به ۱۳۲۳ ه‍.ق (۱۲۸۴ ه‍.خ) که جنبش مشروطه در ایران در شرف پیروزی بود، عارف هم در حمایت از این جنبش اشعاری سرود که نزد مردم و مشروطه‌خواهان شهرت پیدا کرد. با تداوم جنبش مشروطه، عارف هم به سرودن اشعار سیاسی ادامه داد و این اشعار نه تنها در ایران، که در ترکیه، افغانستان و عراق هم شهرت می‌یافتند.
در سال ۱۳۳۳ ه‍.ق و در خلال جنگ جهانی اول، زمانی که مستوفی الممالک نخست‌وزیر ایران بود، علی‌رغم اعلام بی‌طرفی ایران در جنگ، ارتش روسیه به ایران وارد شد و تا نزدیکی تهران پیشروی کرد. احمدشاه در آن زمان تصمیم گرفت که پایتخت را از تهران به اصفهان انتقال دهد (اگر چه بعداً این تصمیم عملی نشد)؛ برخی از سیاسیون هم در واکنش به این تصمیم از تهران به قم رفتند و «کمیتهٔ دفاع ملی» را تشکیل دادند که مورد ضرب و شتم نیروهای روس قرار گرفت. در سال ۱۳۳۵ ه‍.ق این گروه از سیاسیون به کرمانشاه رفتند و یک کابینهٔ مستقل از حکومت مرکزی تشکیل دادند که نظام السلطنه مافی رئیس این دولت مستقل بود. عارف نیز به همراه ایشان به قصر شیرین رفت. در آن زمان یکی از دوستان عارف به نام عبدالرحیم خان خودکشی کرد که این اتفاق بر عارف اثر عمیقی گذاشت و وضع روحی وی را چنان به هم ریخت که مدتی برای مداوا به بغداد فرستاده شد. نهایتاً عارف در سال ۱۲۹۸ ه‍.خ همراه با جمعی از سیاسیون از جمله میرزاده عشقی، رضاعلی دیوان‌بیگی و حسن مدرس به استانبول سفر کرد.
در سال ۱۳۳۸ ه‍.ق (۱۲۹۷ ه‍.خ) عارف به تهران بازگشت. پس از بازگشت، وی به اجرای کنسرت‌هایی در تهران پرداخت و سال بعد، به دعوت دوستش محمدتقی پسیان که رئیس ژاندارمری خراسان بود، به مشهد رفت و در باغ ملی مشهد نیز کنسرت‌هایی برگزار کرد. عارف مانند قبل، در کنسرت‌هایش اشعاری انتقادی نسبت به دربار قاجار اجرا می‌کرد. ایرج میرزا، شاعر ایرانی که خود از شاهزادگان قاجار بود، از این اشعار عارف که در آن به حکومت قاجار کنایه زده می‌شد منزجر شد، لذا اثری با عنوان «عارف‌نامه» سرود که حاوی چندصد بیت شعر بود و در آن به انتقاد از عارف و هجو عارف پرداخت و وی را «عارف‌نما» لقب داد. «عارف‌نامه» در آن زمان نزد مخالفان عارف شهرت یافت.
در سال ۱۳۳۹ ه‍.ق (۱۲۹۹ ه‍.خ) سید ضیاءالدین طباطبایی به نخست‌وزیری ایران منسوب شد، ولی پس از سه ماه دولت وی سقوط کرد و خودش از ایران متواری شد. پس از او قوام السلطنه به نخست‌وزیری منسوب شد. قوام‌السلطنه خود در زمان دولت طباطبایی به زندان افتاده بود، و حال که وی نخست‌وزیر بود، طرفدارانش به شدت از ضیاءالدین بد می‌گفتند و او را خائن برمی‌شمردند. عارف که از طرفداران طباطبایی بود، در این زمان با سرودن اشعاری از وی حمایت و به قوام السطنه حمله کرد، که تصنیف «ای دست حق» از آن جمله است. در سال ۱۳۴۰ ه‍.ق (۱۳۰۰ ه‍.خ)، قوام‌السلطنه دستور داد که محمدتقی پسیان را (که در دستگیری و زندانی شدن قوام‌السلطنه در دوران نخست‌وزیری ضیاءالدین نقش داشت) به قتل برسانند. این رویداد، زمینه‌ساز آن شد که عارف چند شعر دربارهٔ محمدتقی‌خان پسیان بسراید، از جمله «زنده به خونخواهی‌ات هزار سیاوش»، «به من مگو که مکن گریه، گریه کار من است»، و «میانهٔ سر و همسر، کسی که از سر خویش …».
پس از دوره‌ای کوتاه که در آن دولت چندبار تغییر کرد، در سال ۱۳۰۲ ه‍.خ رضاخان سردار سپه به نخست‌وزیری منسوب شد. احمدشاه در آن زمان در سفر اروپا بود و رضاخان این فرصت را مغتنم شمرد و حکومت قاجار را برانداخت و حکومت جمهوری به جایش تشکیل داد. عارف که سلطنت قاجار را عامل بدبختی ایران می‌دانست و مدافع حکومت جمهوری بود، در این زمان به حمایت از رضاخان تصنیف‌هایی ساخت و اجرا کرد. از جمله، وی کنسرتی در «تئاتر باقر اُف» که پرازدحام هم بود، تصنیف‌های «خون چو سرچشمهٔ آب حیات است» و «روی دلکش موی دیجور» و «رحم این خدای دادگر کردی نکردی» و غزلیات «به مردم این همه بیداد شد ز مرکز داد» و «سوی بلبل دم گل باد صبا خواهد برد» را اجرا کرد.
اما این حکومت جمهوری دیرپا نبود. در فروردین ۱۳۰۳ ه‍.خ، یکی از اعضای مجلس به سید حسن مدرس سیلی زد که منجر به قیام مردم تهران به سمت مجلس شد. نهایتاً پس از زدوخوردهایی که روی داد، قرار شد که بحث جمهوریت کنار گذاشته شود. رضاخان هم که از طریق جمهوریت به نتیجه نرسیده بود، در سال ۱۳۰۵ ه‍.خ به عنوان نخستین شاه سلسلهٔ پهلوی تاجگذاری کرد. رضاشاه برای آن که بتواند کنترل مملکت را به دست بگیرد، بسیاری از آزادی‌های سیاسی را سلب کرد، روزنامه‌ها را سانسور کرد و از تشکیل اجتماعات جلوگیری کرد. این محدودیت‌ها بر عارف هم تأثیر گذاشت؛ وی از اجرای کنسرت و سرودن اشعار سیاسی منع شد، و دیوان اشعارش هم که به تازگی در برلین منتشر شده بود، در ایران توقیف و از نشر آن جلوگیری شد. اگر چه عارف از حکومت جمهوری که رضاخان پایه ریخت حمایت کرده بود و با سلطنت قاجار مخالف بود، اما رضاشاه نسبت به عارف رابطهٔ خوبی نداشت. یکی از دلایل این امر آن بود که رضاخان که در کابینهٔ سید ضیاءالدین طباطبایی وزیر جنگ بود، بعداً از مخالفان سید ضیاءالدین شد و از حمایت عارف از سید ضیاءالدین (چنان‌که بالاتر ذکر شد) دل خوشی نداشت. دوم این که حمایت عارف از مورگان شوستر هم از نظر رضاشاه «حمایت از اجنبی» و امری ناپسند قلمداد می‌شد. سوم آن که رضاشاه افرادی که جایگاه مردمی داشتند را پس از به سلطنت رسیدن، از بین بُرد یا خانه‌نشین کرد تا تهدیدی برای حکومت خودش نباشند. نتیجه آن که عارف به همدان رفت.

### زندگی در همدان

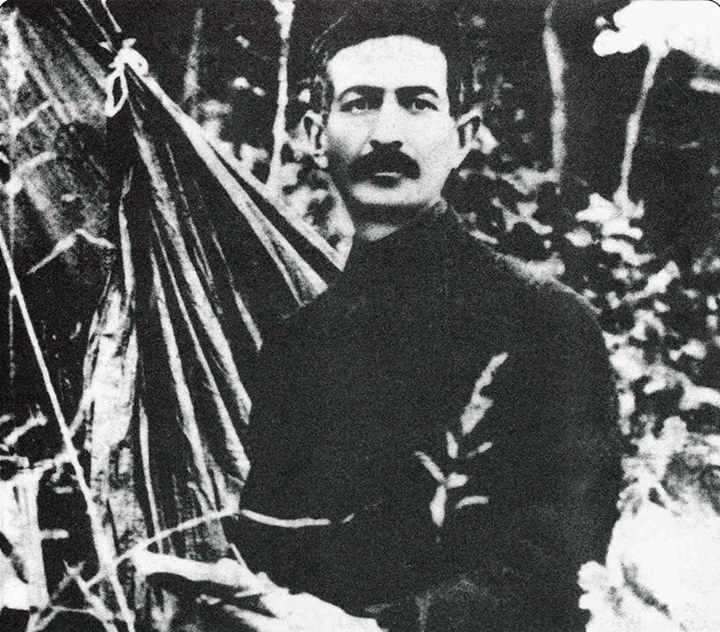
عارف قزوینی در دره مرادبیگ همدان

سفر عارف به همدان در سال ۱۳۰۶ ه‍.خ را برخی به عنوان یک «تبعید» توصیف کرده‌اند. از جمله، عبدالحسین سپنتا که در دو سفر مختلف در همدان از عارف دیدار کرده بود، هر دو بار عارف را «در تبعید» گزارش کرده است. و مشفق همدانی هم در خاطرات نیم‌قرن روزنامه‌نگاری از لفظ تبعید برای وصف حال عارف استفاده کرده است. با این حال، سعید پورعظیمی چنین استنباط می‌کند که این سفر به اجبار حکومت نبود و خواستهٔ خودِ عارف بود. محمود بدیع، فرزند بدیع‌الحکما، هم چنین نوشته که «عارف را کسی تبعید نکرد، بلکه خودِ عارف خودش را تبعید نمود» و گفته که عارف به درخواست پدرش در سال ۱۳۰۶ ه‍.خ به همدان رفت. عارف پیش از آن در سال ۱۳۰۱ ه‍.خ هم در خلال سفرش به کردستان به همدان رفته بود. در این سفر، عارف دره مرادبیگ را دیده بود و مجذوب آن شده بود و راجع به آن برای بدیع‌الحکما مطلبی نوشته بود. سفر بعدی وی به همدان نیز مستقیم نبود. عارف که در سفر سال ۱۳۰۱ ه‍.خ به مالاریا مبتلا شده بود و با طبابت بدیع‌الحکما شفا یافته بود، وقتی در ۱۴ یا ۱۵ خرداد ۱۳۰۵ ه‍.خ از تهران به بروجرد رفت، باز ناتندرست بود و از همین رو، در فروردین ۱۳۰۶ ه‍.خ دعوت بدیع‌الحکما برای سفر به همدان را پذیرفت.
در همدان، عارف زندگی سختی داشت چرا که سرمایه‌ای نداشت و منبع درآمدش که کنسرت‌ها باشد را هم از دست داده بود. اگر چه یکی از دوستان عارف توانست برایش از سوی دولت مقرری تعیین کند، اما این مقرری هم در طول زمان کاهش یافت و زندگی عارف در اواخر عمرش با مضیقه همراه بود. با این حال، در این دوره اشخاص مشهوری به دیدن عارف در همدان آمدند، از جمله رابیندرانات تاگور، دینشاه ایرانی، احمد کسروی، محمدعلی جمالزاده، وحید دستگردی و قمرالملوک وزیری.

### اواخر عمر

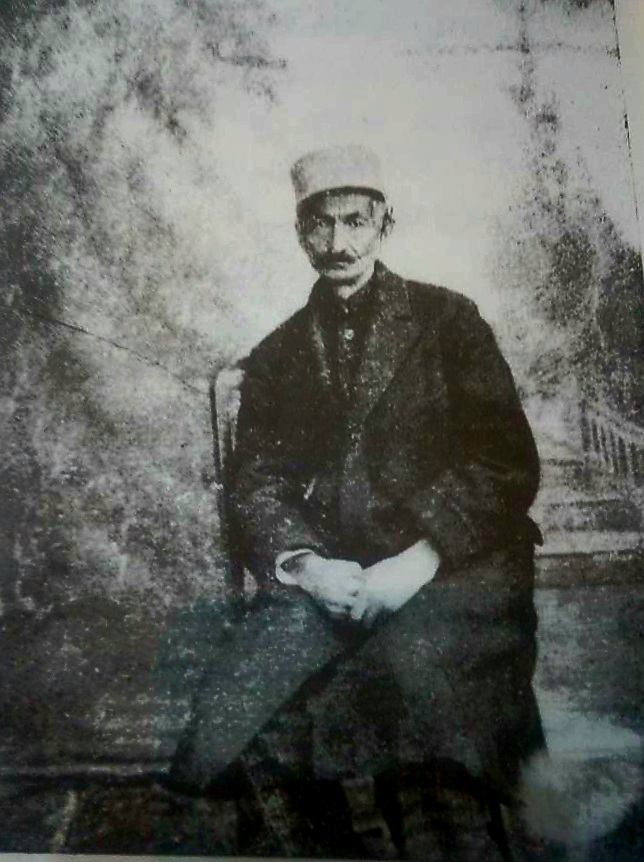
ابوالقاسم عارف قزوینی در روزهای پایانی عمر. همدان، ۱۳۰۸ ه‍.خ

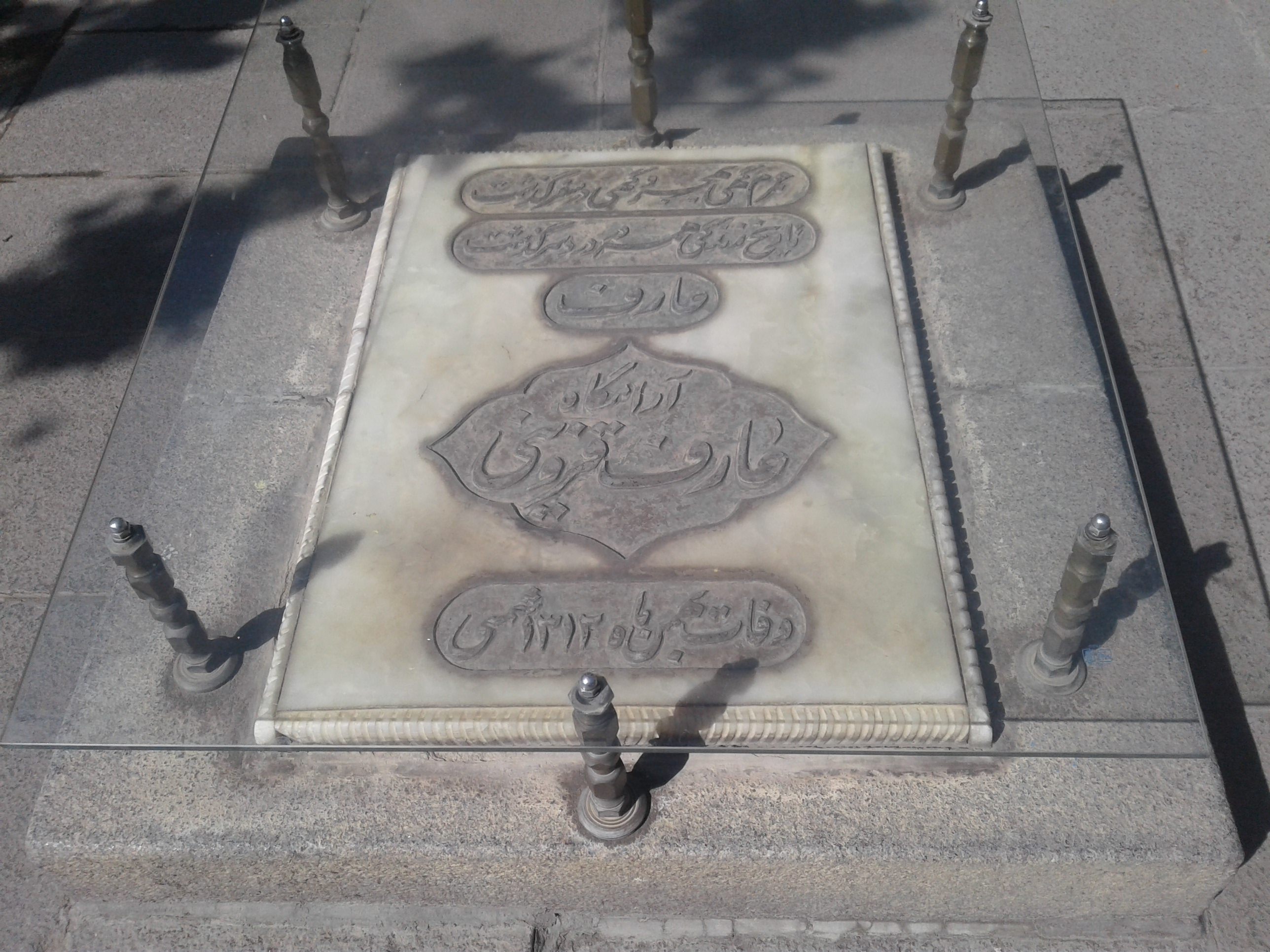
آرامگاه عارف

عارف باقی‌ماندهٔ عمر را در خانه‌ای اجاره‌ای در یک قلعهٔ کوچک در دره مرادبیگ با یک خدمتکار با نام جیران خانم و دو سگش زندگی کرد؛ پس از آن هم به خانه‌ای در خیابان بین‌النهرین همدان زندگی کرد. عارف دربارهٔ روزهای تنهایی خود می‌گوید:
حالا که هنگام زوال آفتاب عمر است و پایان روزگار به غفلت گذراندهٔ زندگانی است؛ که تازه دانسته‌ام تنها دوستان من این دوتا سگ هستند که معنی وفا و محبت و دوستی را در آن‌ها دریافته‌ام.
در ۵ اردیبهشت ۱۳۰۵ ه‍.خ، یکی از سگ‌های عارف را مسموم کردند، و بعد شایع شد که وی نعش سگ را مخفیانه در امامزاده دهکرد دفن کرده است. این باعث شد که مردم برآشوبند و قصد کشتن او را بکنند. یکی از دوستان عارف به مدت دو ماه او را در قلعه‌ای پناه داد و بالاخره عارف مجبور شد با حالت ضعف و بیماری از بروجرد به اراک بگریزد.
در سال ۱۳۰۸ ه‍.خ، عارف بابِ مکاتبه را با زرتشتیان هند (پارسیان هند) باز کرد. زرتشتیان هند یک نفر را به همدان فرستادند تا از عارف تقاضا کنند که به هند برود و در آنجا با رفاه زندگی کند. آن‌ها هزینه‌های زندگی عارف را نیز متقبل شدند، اما وی این دعوت را نپذیرفت. عارف به گفتهٔ خودش در اثر مصرف زیاد الکل هم دچار بیماری بود. در این دوره او از هیچ‌کسی کمک قبول نمی‌کرد و حتی ارث پدری را به برادرانش بخشیده بود. در سال ۱۳۱۰ ه‍.خ هم که قمرالملوک وزیری در همدان کنسرت داشت، نیرالدوله هدایایی شامل یک گلدان نقره به قمر داد و قمر هم عارف را به روی صحنه فراخواند و همهٔ هدایا را به او بخشید، اما عارف هدایا را به دانش‌آموزان نیازمند همدانی بخشید و گلدان را نیز به آرامگاه بوعلی‌سینا اهدا کرد.

### بیماری و مرگ
عارف که بیماری قلبی داشت، تا پایان عمر در همدان ماند. وی در اثر استفاده از تریاک، به برونشیت هم دچار بود و در پایان عمر، به سرطان ریه نیز دچار شد که به حلق او نیز سرایت کرد. شدت بیماری ریهٔ عارف به حدی بود که دیگر توانایی آواز خواندن نداشت. عارف در حوالی ساعت دوازده نیمه‌شبِ ۳۰ دی‌ماه ۱۳۱۲ ه‍.خ (یا شاید در ساعت آغازین بامداد یکشنبه ۱ بهمن) درگذشت. پیکر او در آرامگاه بوعلی‌سینا به خاک سپرده شد. از آنجا که عارف سگ داشت و باده‌گساری می‌کرد، روایاتی از دفن جنازهٔ سگ به همراه او در قبرش نقل شده است. آنچه مستند است آن است که ابتدا کسی حاضر نشد برای او نماز میت بخواند ولی در نهایت سید نصرالله بنی‌صدر نماز میت بر او خواند. دفن او در آرامگاه بوعلی‌سینا هم مخالفانی داشت و ابتدا قرار بود موقت باشد. بعداً در سال ۱۳۳۰ ه‍.خ که هوشنگ سیحون طرح بازسازی آرامگاه بوعلی‌سینا را پیش می‌برد، استخوان‌های عارف نیز پیدا شد و مزار وی را به مقابل در ورودی مقبرهٔ بوعلی منتقل کردند.

## سبک و تأثیرات
عارف در میان شاعران معاصرش، رتبهٔ درجه اولی ندارد و حتی بین منتقدان سیاسی هم جایگاه برتری ندارد، اما در این که او به عنوان یک شاعر معترض انقلابی، صاحب سبک بود اتفاق نظر وجود دارد. در این بخش، سبک هنری وی شرح داده شده و به تأثیرات هنری و اجتماعی وی اشاره شده است.

### سبک خوانندگی
هیچ نسخهٔ ضبط‌شده‌ای از صدای عارف وجود ندارد؛ بنابراین، تمام آنچه راجع به صدا و خوانندگی عارف می‌دانیم بر اساس نوشته‌های معاصران اوست. علینقی وزیری گفته که صدای عارف «گرم و پر از احساس بود» و عارف را خواننده‌ای پرشور توصیف کرده است. محمدعلی جمالزاده در یکی از خاطراتش به خوانندگی عارف اشاره کرده و گفته است که وی صدای بلندی داشت که وقتی اوج می‌گرفت «شیشه‌های پنجره اتاق می‌لرزید». جواد بدیع‌زاده هم صدای عارف را «مایه‌دار و گرم و لطیف» توصیف کرده است. عارف معتقد بود که تصنیف‌ها باید به سادگی با آواز خوانده شوند و با تحریر مخالف بود، چنان‌که عبدالله دوامی در یک خاطره تعریف می‌کند که وقتی او تصنیفی از عارف را با تحریر خواند، عارف به وی عتاب کرد.

### سبک شعری

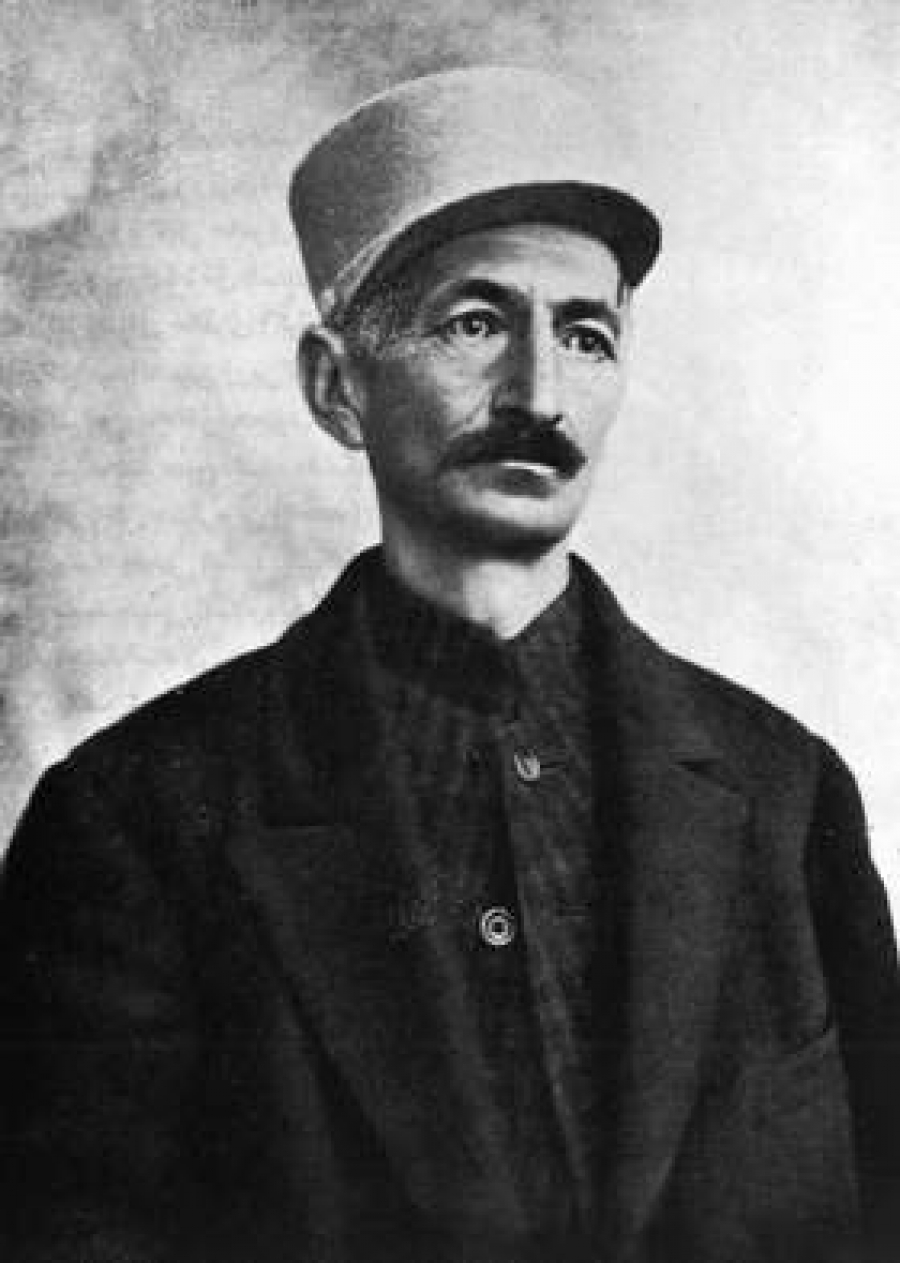
عکسی از عارف قزوینی

از نظر قالب شعر، آثار عارف به صورت غزل، چند بندی، مثنوی، قصیده، تک بیت و رباعی سروده شده‌اند. در گزارشی که در وبگاه گنجور منتشر شده چنین آمده که بر اساس تعداد ابیات، قالب غزل بین اشعار عارف بیشترین رواج را دارد، طول شعرهای وی هم عموماً حدود ۹ بیت است، و حدود ۳۱٪ از کل ابیاتی که عارف سروده، در تصنیف‌های او هستند. تصنیف‌های عارف عموماً یا فرم معمول تصنیف را دارند یا فرم یک غزل-تصنیف دارند. ساختار تصنیف‌های وی مشابه قصیده است که در بند ابتدایی آن به زمینه‌چینی می‌پردازد و در بندهای بعدی پیام اصلی را ابلاغ می‌کند. اما گاهی نیز پیام اصلی از همان ابتدای تصنیف طرح می‌شود، مثل تصنیف «ننگ آن خانه».
عارف بر نقش علی‌اکبر شیدا (که بنیان‌گذار تصنیف‌سازی نوین در موسیقی ایران بود) در شکل‌گیری تصنیف اشاره کرده و به تأثیر وی بر سبک خودش اذعان کرده است. عارف خود را قادر به نثرنویسی نمی‌دانست، و آثاری که به نثر نوشته عموماً از اسلوبی ساده برخوردارند. اما سادگی، جزء ویژگی‌های اشعار وی نیز هست. عارف در شعرهایش از کلمه‌های ثقیل، ترکیب‌های عربی، و جناس‌ها و کنایه معمولاً پرهیز کرده است. احتمال دارد که استعداد عارف در موسیقی به انتخاب واژگان در شعرهایش کمک کرده باشد. عارف خود به اشعار سعدی و حافظ بسیار علاقه داشت و از آنجا که به خوشنویسی مسلط بود، اشعار این شعرا را به خط خوش می‌نوشت.
روح‌الله خالقی نوشته که منتقدان عارف نیز مایهٔ شعری وی را ناکافی می‌دانستند. همچنین، وی اشاره کرده که برخی از تصنیف‌های عارف از نظر وزن مشکل دارند، چنان‌که که نیاز به ضمهٔ اضافه می‌شود یا وسط یک کلمه، وزن بریده می‌شود. عارف از ترنم لغوی نظیر «امان» و «جانم» و «طبیبم» هم در تصنیف‌هایش زیاد استفاده کرده که خالقی آن را نشانهٔ ضعف شاعر می‌داند. اما از سوی دیگر، کیوان آقامحسنی اشاره کرده که این سبک تغزلی که در آن شعر در خدمت ملودی است، و کاربرد ترنم لغوی به این منظور، در اواخر قاجار و دورهٔ عارف رایج بوده است. خود عارف هم در شعرهایش نسبت به خود نقد می‌کند. به عقیدهٔ صادق رضازادهٔ شفق، عارف دشمنی بزرگتر از خودش نداشته است. برای نمونه، عارف خیال‌پردازی‌هایش را عالم بدبختی خودش می‌نامد:
| جان می‌کنم چو کوه‌کن از تیشهٔ خیال |  | بدبختی از برای خود ایجاد می‌کنم |

### محتوای اشعار
آثار عارف، عمدتاً یا محتوای سیاسی و وطن‌پرستانه دارند یا محتوای عاشقانه. تمام تصنیف‌های عاشقانهٔ عارف که فاقد محتوای سیاسی هستند را وی در جوانی و حدود ۲۰ سالگی سروده است. اشعار سیاسی تا پیش از عارف مرسوم نبودند، اما گوش مردم به اشعار عاشقانه آشنا بود. عارف هم گاهی اشعار سیاسی را در قالبی عاشقانه می‌نوشت که در آن وطن معشوق بود و ملت عاشقان بودند. موفقیت و شهرت وی در این امر باعث شد که به وی لقب «شاعر ملی ایران» را بدهند. عارف اولین موسیقی‌دان ایرانی بود که محتواهای سیاسی و اجتماعی را به شکل تصنیف ارائه کرد، و در زمینهٔ تصنیف‌های سیاسی وی صاحب سبک دانسته می‌شود. البته روح‌الله خالقی ذکر می‌کند که دیگر شاعران هم‌دورهٔ عارف نیز شعرهایی با مضمون سیاسی می‌سرودند که در تصنیف‌ها به کار می‌رفت اما چون خودشان آهنگساز تصنیف نبودند، نمی‌شد آنان را مانند عارف تصنیف‌ساز دانست. وی همچنین اشاره می‌کند که یکی دو تصنیف با مضمون سیاسی پیش از عارف ساخته شده و رواج پیدا کرده بود. با این حال، عموماً از عارف با عنوان «مخترع تصنیف ملی» یاد می‌شود.
اغلب شعرها و تصنیف‌های عارف حزن‌انگیزند. این حس ناشی از شرایط زمانهٔ عارف است و در خلقیات شخصی خودش هم نمایانگر بود، چنان‌که وی کمتر خنده و مزاح می‌کرد.

### تأثیرات
در زمان خود عارف، تصنیف‌های عارف و دیگر تصنیف‌های انقلابی همچنین به وفور در انجمن‌های انقلابیون و به خصوص در تئاتر گراند هتل در لاله‌زار اجرا می‌شدند. پس از عارف، کمترین شاعری به آهنگسازی تصنیف‌های خودش می‌پرداخت، اما از محمدعلی امیرجاهد به عنوان یک نمونهٔ استثنا که مانند عارف تصنیف‌سازی می‌کرد، یاد می‌شود. عارف بر بسیاری از هنرمندان هم‌عصر و متأخر خویش نیز اثرگذار بود، از جمله محمدتقی بهار که گفته «کسی که مرا به سرود اشعار میهنی و انقلابی تشویق کرد، عارف بود». به گفتهٔ روح‌الله خالقی، تصنیف‌های عارف دهان‌به‌دهان می‌گشتند و به سرعت از شهری به شهر دیگر گسترش می‌یافتند، و در اعتلای سطح فرهنگ جامعه مؤثر بودند. خالقی خود بعدها با تنظیم تصنیف‌های شیدا و عارف برای ارکستر در حفظ این آثار نقشی بسزا ایفا کرد. عارف خود نیز تا سال ۱۳۰۳ ه‍.خ تصنیف‌هایش را در کنسرت اجرا می‌کرد، اما پس از آن تا پایان عمرش، از صحنهٔ موسیقی کناره گرفت؛ اما قمرالملوک وزیری در آن سال‌ها به اجرای تصنیف‌های عارف پرداخت و آن‌ها را نزد شنوندگان ایرانی زنده نگاه داشت.
عارف در زمانی که رضاخان (سردار سپه) به دنبال جایگزینی سلطنت قاجار با یک حکومت جمهوری بود، کنسرتی به اسم کنسرت جمهوری اجرا کرد که تأثیرات اجتماعی مهمی داشت، چنان‌که عین‌السلطنه در خاطراتش نوشته بود «اگر با تحریکات انگلیس و قشون سردار سپه ایران جمهوری نشود، محققاً با تصنیف عارف خواهد شد». بخشی از تأثیرات عارف ناشی از آن بود که او در دوره‌ای تصنیف می‌ساخت که آثارش به سرعت از طریق روزنامه منتشر می‌شدند و با اجرای کنسرت هم می‌توانست شمار بیشتری از مخاطبان را برای آثارش به دست آورد؛ این رسانه‌ها برای اولین بار در ایران فاصلهٔ بین هنرمند و مخاطبش را بسیار کم کرده بودند. اگر چه موسیقی‌دانان دیگری، از جمله درویش‌خان هم در این دوره کنسرت‌های بسیار می‌دادند، اما هیچ‌کدام دامنهٔ نفوذ عارف را نداشتند. یحیی ریحان می‌نویسد که «عارف تنها شاعری بود که هر وقت از کوچه و بازار عبور می‌کرد، مردم برای او دست می‌زدند و او را تجلیل می‌نمودند». رسام ارژنگی و احمد کسروی نیز هر دو نوشته‌اند که سرعت انتشار ترانه‌های عارف بی‌سابقه بود و قشرهای مختلف مردم، آن‌ها را حفظ بودند و می‌خواندند. سعید نفیسی هم گفته که «هیچ سخنی مانند سخن او به این زودی در دل‌ها راه نیافته و این همه بر سر زبان‌ها نگشته است.» ادوارد براون، مشرق‌شناس بریتانیایی هم در مورد عارف نوشته که او مورد توجه و تحسین بسیار از سوی مردم بود.
عارف روی نسل بعدی موسیقی‌دانان ایران هم تأثیر داشت. وی نخستین استاد آواز رضاقلی‌میرزا ظلی بود. ظلی در دورهٔ نوجوانی و در گیلان با عارف آشنا شد. عبدالله طالع همدانی نیز در دوره‌ای که عارف در همدان می‌زیست، از تأثیر عارف بهره برد. وی در همان دوره شروع به تصنیف‌سازی کرد و اولین تصنیفش مورد توجه عارف قرار گرفت. طالع همدانی و محمدعلی امیرجاهد از معدود تصنیف‌سازان پس از عارف هستند که همچون او، هم شعر و هم آهنگ تصنیف‌ها را خودشان می‌ساختند. یک نمود دیگر از تأثیر عارف روی نسل‌های بعدی موسیقی‌دانان نیز شکل‌گیری گروهی به نام او (گروه عارف) توسط پرویز مشکاتیان در سال ۱۳۵۶ ه‍.خ است. این گروه برخی از آهنگ‌های عارف از جمله تصنیف «از خون جوانان وطن» را نیز اجرا و منتشر کرد، و با انتشار این تصنیف‌های انقلابی در حول و حوش انقلاب ۱۳۵۷ ایران به نقش سیاسی این تصنیف‌ها تداوم بخشید.

## دیدگاه‌ها
دو ویژگی کلیدی شخصیت و دیدگاه‌های عارف عبارت بودند از روحیهٔ انقلابی و میهن‌پرستی. شدتِ میهن‌پرستی عارف تا جایی بود که روابط شخصی او را تحت تأثیر قرار می‌داد، چنان‌که اگر با کسی خصومت داشت وی را «اجنبی‌پرست» و «خائن» می‌نامید، و اگر کسی مورد تمجید او بود به وی صفت «پاک‌خونی» و «ایران‌نژادی» می‌داد. در ستایشِ رضازاده شفق، عارف پا را فراتر گذاشته و وی را با ادوارد براون مقایسه می‌کند که «تا کنون در ایران نظیر نداشته»؛ این در حالی است که در سال‌های پایانی عمر عارف، رضازاده شفق نسبت به او اعتنایی نداشت.
عارف به نقد و هجو بسیاری از معاصران خودش می‌پرداخت. البته این نوع از هجو در آن دوره، در ادبیات ایران رواج داشت (چنان‌که محمدتقی بهار به هجو وحید دستگردی می‌پرداخت، وحید به هجو میرزاده عشقی، و عشقی به هجو بهار و وحید و سید حسن مدرس). با این حال، او در هجو دیگران به اعتقادات سیاسی آنان طعنه می‌زد و خصومت‌های شخصی را وارد نمی‌کرد. به علاوه، اطلاق لقب «شاعر ملی» به او باعث شده بود که خودش مورد تعرض بسیاری از ادیبان قرار بگیرد. عارف به تصنیف‌های معاصر دورهٔ خودش هم به شدت نقد داشت و آن‌ها را مبتذل و مایهٔ تمسخر می‌دانست، البته به جز تصنیف‌های علی‌اکبر شیدا. با این حال، روح‌الله خالقی این دیدگاه عارف را افراطی قلمداد کرده و نوشته که عارف احتمالاً برای اینکه ارزش خود را بیشتر کند، فقط به نمونه‌های مبتذل تصنیف که پیش از او رواج داشتند اشاره کرده است. نقد عارف به شاعران محدود نبود، و هنرمندانی که به هستهٔ قدرت نزدیک بودند یا بدان علاقه داشتند را نیز نکوهش می‌کرد. عارف دربارهٔ کمال‌الملک گفته بود که «جای تأسف است که این مرد، صورت اعیان و اشراف را که سبب بدبختی این ملت و خرابی مملکت بوده‌اند ساخته، (اما) یک اثری از بزرگان حقیقی مملکت ندارد.»
در نتیجهٔ این اختلافات، عارف خود را منزوی می‌یافت. او در خودزندگینامه‌اش می‌نویسند: «آخر این چه بدبختی است که دامن‌گیر من شده است؟ فرمانفرما با من بد، سلیمان‌میرزا هم بد، تقی‌زاده هم بد، نصرت‌الدوله بد، ملک‌الشعرا هم بد، مرتجع و آزادی‌خواه هر دو دشمن». جواد بدیع‌زاده هم می‌نویسد که کمتر پیش می‌آمد عارف در مجلسی باشد که از خوانندگان هم‌عصرش کسی دیگر هم در آن جمع باشد.
با این حال، چند نفر بودند که عارف نسبت به آن‌ها عموماً فقط دیدگاهی حاکی از ارادت و احترام داشت. یکی از آنان احمد کسروی بود که عارف هم در نوشته‌هایش راجع به او و هم در نامه‌هایی که به دیگران نوشته و در آن از کسروی یادکرده، همواره لحنی حاکی از ارادت به کار برده است. به همین جهت شعر «شیفته افکار» را برای سید احمد کسروی، نویسنده کتاب شهریاران گمنام سرود:
| به تو ام شیفته از هر نظر افکار تو کرد |  | دیده نادیده، مرا تشنه دیدار تو کرد  |
| آنچه از خامه پندار پدیدآوردی          |  | شد یقین، نسخ یقین، همه پندار تو کرد |
| ...                                   |  |                                     |

دیگری کلنل محمدتقی پسیان که عارف به وی ارادت بسیاری داشت و پس از کشته شدنِ پسیان، عارف چندین شعر راجع به وی نوشت و تا پایان عمر خود را در سوگ کلنل توصیف می‌کرد و می‌گفت «خبر مرگ کلنل استخوان‌های مرا خُرد کرد». عارف با رضازاده شفق هم رابطهٔ دوستی نزدیکی داشت، و بسیاری از نوشته‌هایی که از عارف به جا مانده حاصل آن بود که شفق به‌طور مستمر عارف را به نوشتن تشویق می‌کرد.
عارف همچنین در نوشته‌هایش رضاشاه را ستایش کرده و از جمله در این‌باره مطالبی در نامه‌هایش به دیگران نوشته بود. با این حال، وی منتقد کسانی بود که برای خوش‌آمد حکومت پهلوی، جنبش‌های انقلابی و آزادی‌خواهانهٔ دیگر را کم‌رنگ جلوه می‌دادند. همچنان که پیشتر شرح آن رفت، رضاشاه هم نسبت به عارف دید خوشی نداشت. اختناق سیاسی که توسط حکومت پهلوی ایجاد شد، عارف را هم می‌گزید. نتیجه آن که عارف از حمایتش از رضاخان عمیقاً پشیمان شد.

## در آثار هنرمندان
بسیاری از هنرمندان معاصر عارف و پس از آن، تصنیف‌های عارف را بازخوانی کرده‌اند. در زمان فعالیت عارف، وقتی که خود از ضبط تصنیف‌هایش سر باز زد، خوانندگان دیگری به نام‌های افتخار خانم، امجد خانم، زری خانم و حاجی محمدخان تصنیف‌های وی را بازخوانی کردند تا روی صفحهٔ گرامافون ضبط شود. در دورهٔ بعدی نیز که ضبط آثار موسیقی ایرانی در تفلیس انجام شد، عبدالله دوامی دو تصنیف «هنگام می» و «از کفم رها» را خواند و ضبط کرد. در سال‌های پایانی عمر عارف که او دیگر کنسرت برگزار نمی‌کرد، قمرالملوک وزیری تصانیف عارف را بارها اجرا کرد و در زنده نگه‌داشتن آن‌ها نقش داشت. همچنین وزیری چند تصنیف دیگر عارف از جمله «گریه کن» را برای ضبط روی صفحه بازخوانی کرد. در برنامهٔ گل‌های جاویدان نیز تصانیف عارف بارها اجرا شدند، از جمله توسط غلامحسین بنان. تصنیف‌های مشهورتر عارف مثل از خون جوانان وطن لاله دمیده بارها توسط خوانندگان مختلف بازخوانی شده‌اند.
در مجموعهٔ تلویزیونی شهریار (۱۳۸۶) که دربارهٔ سید محمدحسین شهریار است و به کارگردانی کمال تبریزی ساخته شد، عارف قزوینی نیز در داستان حضور دارد و احمد آقالو نقش وی را اجرا کرده است.
در فیلم نرگس مست (۱۳۹۸) که سید جلال‌الدین دری نویسنده و کارگردانش بود، عارف قزوینی یکی از نقش‌های اصلی داستان است و مهدی پاکدل نقش وی را اجرا کرده است. این فیلم به زندگی چهار شاعر و تصنیف‌ساز ایرانی (موسیو خاچیک، افتخارالسلطنه، عارف قزوینی، و علی اکبر شیدا) می‌پردازد.

## آثار و کنسرت‌ها
از عارف ده‌ها تصنیف و شعر باقی مانده است که بسیاری از آن‌ها از رویدادهای دورهٔ زندگی عارف الهام گرفته‌اند. از عارف چند نامه نیز برجای مانده است، از جمله نامه‌هایی که برای صادق رضازاده شفق و دیگر دوستانش نوشته است. در این بخش، برخی از این اشعار معرفی شده‌اند و زمینهٔ سرایش آن‌ها ذکر شده است، و چند بیت از هر شعر نیز نقل شده است.
اگرچه با رواج گرامافون به ایران، نمایندگان شرکت پولیفون به عارف پیشنهاد کرده بودند که به آلمان برود و در ازای ضبط صفحه به وی مبلغی پرداخته شود، اما عارف این پیشنهاد را نپذیرفت چرا که گرفتن پول را کاری حقیر و در حد مطربی می‌دانست. (عارف بعداً از این تصمیم خود پشیمان شد) در نتیجه، نسخهٔ ضبط‌شده از تصنیف‌های عارف با صدای خودش موجود نیست. اما از نوشته‌های روح‌الله خالقی در کتاب سرگذشت موسیقی ایران می‌دانیم که از بیش از ۲۰ تصنیفی که عارف ساخته، یازده مورد در آواز دشتی یا افشاری بوده‌اند. عارف با نت‌نویسی آشنا نبود و آنچه از تصانیفش که به نت موجود است حاصل تلاش عبدالله دوامی و ابراهیم منصوری است. عارف همچنین فقدان نت‌نویسی را یکی از نقاط ضعف موسیقی ایرانی (در زمان خودش) قلمداد کرده که به حفظ آثار موسیقی ضربه می‌زند. در بسیاری از اجراهای تصنیف‌هایش، عارف را شکرالله قهرمانی با نواختن تار همراهی می‌کرد.

### تصنیف‌ها
شمار تصنیف‌های عارف تا ۲۹ عدد ذکر شده است. در زیر، برخی از مهم‌ترین آن‌ها آمده‌اند و توضیحاتی در موردشان ذکر شده است.
دیدم صنمی
عارف نوشته که این تصنیف را در ۱۳۱۵ ه‍.ق حدوداً وقتی ۱۸ ساله بوده و قبل از آن که به تهران برود سروده است. عارف تصنیف عاشقانهٔ «دیدم صنمی» را در رشت و به عشق یک ارمنی‌زاده سروده است. تصنیف در دستگاه شور ساخته شده و اجرای سیما بینا از این اثر معروف است.
| دیدم صنمی، سرو قدی، روی چو ماهی |  | الهی تو گواهی، خدایا تو گواهی |
| افکنده به رخسارِ چو مَه زلف سیاهی |  | الهی تو گواهی، خدایا تو گواهی |
| ...                             |  |                               |

ز زلف بر رخِ همچون قمر نقاب انداخت
این شعر را عارف در سال ۱۳۲۶ ه‍.ق (۱۲۹۱ ه‍.خ) سرود، زمانی که محمدعلی شاه مجلس ایران را به توپ بست.
| ز زلف بر رخ همچون قمر نقاب انداخت |  | فغان که هاله به رخسار آفتاب انداخت  |
| ...                               |  |                                     |
| رها نکرد دل از زلف خود به استبداد |  | گرفت و گفت تو مشروطه‌ای، طناب انداخت |

پیام دوشم از پیر می‌فروش آمد
به توپ بستن مجلس توسط محمدعلی شاه منجر به آن شد که مشروطه‌خواهان در شهرهای مختلف ایران قیام کنند و با رهبری علی‌قلی‌خان سردار اسعد و صمصام‌السلطنه و محمدولی‌خان تنکابنی، تهران را به تصرف درآوردند. این شعر را عارف پس از فرار محمدعلی شاه به سفارت روسیه سرود.
| پیام دوشم از پیر مِی‌فروش آمد    |  | بنوش باده که ملت کنون به هوش آمد |
| هزار پرده ز ایران درید استبداد |  | هزار شکر که مشروطه پرده‌پوش آمد   |
| ...                            |  |                                  |

آمان
در سال ۱۳۲۶ ه‍.ق در زمان ورود مشروطه‌خواهان به ایران، عارف این تصنیف را در یک بند و در دستگاه شور سرود. یکی از اجراهای معروف «آمان» را محمدرضا شجریان انجام داده که در آن تغییراتی در شعر داده و چند بیت را نخوانده و به جایش چند بیت دیگر که در تصنیف نیست را خوانده است.
| ای آمان از فراقت آمان |  | مُردم از اشتیاقت آمان   |
| از که گیرم سراغت آمان |  | آمان، آمان، آمان، آمان |
| ...                   |  |                        |

از خون جوانان وطن لاله دمیده
این تصنیف که از مشهورترین آثار عارف است، اشاره به کشته‌شدگان جنبش مشروطه دارد. خود عارف گفته که آن را به یاد حیدرخان عمواوغلی سروده است. حیدر عمو اوغلی کسی بود که زمانی که عارف برای معالجه به بغداد فرستاده شده بود، از عارف مراقبت کرد و به وی منزل داد. مایهٔ تصنیف در آواز دشتی ساخته شده است.
| هنگام می و فصلِ گل و گشتِ چمن شد    |  | دربار بهاری تهی از زاغ و زغن شد  |
| از ابر کَرَم خطهٔ ری رَشکِ خُتَن شد      |  | دلتنگْ چو من مرغ قفس بهر وطن شد   |
| از خون جوانان وطن لاله دمیده      |  | از ماتمِ سروِ قدشان سروْ خمیده      |
| در سایهٔ گل، بلبل از این غصه خزیده |  | گل نیز چو من در غمشان جامه دریده |
| ...                               |  |                                  |

این تصنیف را بسیاری از خوانندگان بازخوانی کرده‌اند. الهه در سال ۱۳۴۰ ه‍.خ این اثر را در برنامهٔ گل‌های رنگارنگ اجرا کرد. محمدرضا شجریان چند اجرای مختلف از آن انجام داد، که شامل اجرایی با همکاری گروه شیدا و محمدرضا لطفی در سال ۱۳۵۱ ه‍.خ و اجرایی دیگر با تنظیم فرامرز پایور و به همراهی گروه پایور در سال ۱۳۵۸ ه‍.خ بود، که دومی در آلبوم راز دل منتشر شد.
نکنم اگر چاره
عارف در مورد سرایش این تصنیف عاشقانه، فقط یک توضیح داده است: «در گرگانه‌رود تالش، ۱۳۲۷ ه‍.ق»، تصنیف در آواز افشاری است و پس از نشرش توسط عارف، با صدای الهه، عبدالله دوامی و نصرالله ناصح‌پور بازخوانی شد.
| نکنم اگر چاره دل هرجایی را  |  | نتوانم و تن ندهم رسوایی را |
| نرود مرا از سر سودایت بیرون |  | اگر بکوبی تو سر سودایی را  |
| ...                         |  |                            |

دل هوس سبزه و صحرا ندارد
در سال ۱۳۲۸ ه‍.ق، زمانی که محمدعلی شاه به تحریک روس‌ها وارد گموش تپه شده بود، عارف این تصنیف را در آواز ابوعطا و در ۶ بند ساخت. عمدهٔ شعر حالتی عاشقانه و غیر سیاسی دارد، اگر چه در یک بیت از آن عارف می‌گوید «همتی ای خلق، گر ایران‌پرستید / از چه در این مرحله ایمن نشستید».
| دل هوس سبزه و صحرا ندارد |  | میل به گل‌گشت و تماشا ندارد    |
| دل سر همراهی با ما ندارد |  | خون شود این دل که شکیبا ندارد |
| ...                      |  |                               |

گریه را به مستی بهانه کردم
در سال ۱۳۲۸ ه‍.ق عضدالملک که نایب‌السلطنه بود، درگذشت و ابوالقاسم ناصرالملک همدانی به عنوان نایب‌السلطنه انتخاب شد. در آن زمان دولت برای اصلاح امور کشور به استخدام مستشاران آمریکایی روی آورد که مورد مخالفت دولت روسیه قرار گرفت. چون مجلس ایران به مخالفت روسیه اعتنا نکرد، لذا ناصرالملک مجلس را منحل کرد و مستشاران آمریکایی از ایران اخراج شدند. این ضربه به بنیان مشروطه، الهام‌بخش عارف برای سرودن تصنیف «گریه را …» بود. این تصنیف چنان شهرت یافت که ناصرالملک به شهربانی دستور دستگیری عارف را داد، اما عارف از طریق دوستانی که در حکومت داشت از آن باخبر شد و تهران را ترک کرد و دستگیر نشد.
| گریه را به مستی بهانه کردم |  | شکوه‌ها ز دست زمانه کردم       |
| آستین چو از چشم برگرفتم    |  | جوی خون به دامان روانه کردم   |
| ...                        |  |                               |
| شد چو ناصرالملک مملکت‌دار   |  | خانه ماند و اغیار لیس فی‌الدار |
| زین سپس حریفان خدا نگهدار  |  | من دگر به میخانه خانه کردم    |
| ...                        |  |                               |

ننگ آن خانه که مهمان ز سر خوان برود
این تصنیف را عارف در همان دوره‌ای سرود که مستشاران آمریکایی به ایران آمدند و سپس از ایران اخراج شدند. محتوای شعر مشخصاً به مورگان شوستر اشاره می‌کند که از مستشاران آمریکایی در ایران بود.
| ننگ ان خانه که مهمان ز سر خوان برود     |  | جان نثارش کن و مگذار که مهمان برود |
| گر رود شوستر از ایران، رود ایران بر باد |  | ای جوانان! مگذارید که ایران برود   |
| ...                                     |  |                                    |

از کفم رها
این تصنیف را عارف در سال ۱۳۲۹ ه‍.ق و جایی بین قم و اصفهان، و در آواز افشاری ساخته است. جدایی عارف از دوستش علی‌محمد معمارباشی (معمار معروف دورهٔ قاجاریه) زمینهٔ سرایش این تصنیف بود. رضازادهٔ شفق نسخه‌ای از این تصنیف را به همراه ترجمهٔ ترکی آن در استانبول منتشر کرد که آن نسخه نیز مورد توجه قرار گرفت. تصنیف «از کفم رها» را خوانندگان دیگری از جمله عبدالله دوامی (با تار درویش‌خان) و محمدرضا شجریان و سیما بینا اجرا کرده‌اند. شناخته‌شده‌ترین ابیات تصنیف در ادامه آمده‌اند، اما کل تصنیف ۱۴ بیت دارد و هر کدام از خوانندگان تنها بخشی از آن را خوانده‌اند. اینکه عارف خود چگونه این تصنیف را می‌خوانده مشخص نیست و احتمال دارد که خودش هم متنِ تصنیف را دو یا سه پاره می‌کرده یا به صورت بندهای جداگانه می‌خوانده است.
| از کفم رها (جانم) شد قرار دل     |  | نیست دست من (خدا) اختیار دل   |
| دل به هر کجا (جانم) رفت و برنگشت |  | دیده شد سفید (خدا) زانتظار دل |
| عمر شد حرام (جانم) باختم تمام    |  | آبرو و نام (خدا) در قمار دل   |

ز خواب غلفت هر دیده‌ای بیدار است
این غزل را عارف در پایان دوره‌ای که ناصرالملک هنوز نایب‌السلطنه بود سرود، زمانی که احمدشاه تاجگذاری نکرده بود. در این غزل، عارف به محمد ولی خان سپهدار نیز اشاره‌ای انتقادی کرده است. شعر آن را عارف در خلالی نمایشی در تهران خواند، و در پایان نمایش گماشتگان محمد ولی خان سپهدار به عارف قزوینی کتک مفصلی زدند چنان‌که عارف تا دو ماه در بستر بیماری بود.
| ز خواب غلفت هر دیده‌ای که بیدار است |  | بدین گناه اگر کور شد سزاوار است    |
| ...                                |  |                                    |
| بگو به عقل منه پا به آستانهٔ عشق    |  | که عشق در صف دیوانگان «سپهدار» است |
| ...                                |  |                                    |

ز من بگو به سلیمان نظیف تیره ضمیر
این قصیده را عارف در دوره‌ای سرود که در استانبول بود. در آن زمان برخی از سیاسیون که از ایران متواری شده بودند قصد داشتند که در پاریس فعالیت‌های سیاسی کنند، و سلیمان نظیف که مدیر روزنامهٔ حادثات بود، به شدت از این مسئله انتقاد کرده بود و به دست‌اندرکارانش هتاکی کرده بود. عارف در این قصیده به نظیف انتقاد کرده و به وی تذکر می‌دهد که «ادیب باید طرز ادب نگه دارد».
| ز من بگو به سلیمان نظیفِ تیره ضمیر |  | که ای برونِ تو چون شیر و اندرون چون قیر |
| برون ز کُرد شود اولیاء؟ معاذالله!  |  | تنور می‌شود از چوب ساخت؟ گوش مگیر       |
| ز تُرک غیر از خریت ندید کس زینهار  |  | چو کُرد تُرک شود خر بیار و معرکه گیر     |
| ...                               |  |                                        |
| ادیب باید که طرز ادب نگه دارد     |  | نه هرچه لایق ریشش بود کند تحریر        |
| ترا جسارت توهین به دولت ایران     |  | نبود این همه، بی‌عرضه گر نبود سفیر      |

شانه بر زل پریشان زده‌ای، به به به
به گفتهٔ حائری، عارف این شعر را زمانی که در استانبول بود سروده و احتمالاً برخاسته از احساسش نسبت به «زیبارویان آن دیار» بوده است. مایهٔ تصنیف در آواز دشتی است و عارف آن را در سال ۱۳۳۸ ه‍.ق سروده است. خودش زمینهٔ سرایش تصنیف را چنین توصیف کرده است: «یک صباح در خیابان «پرا» ی (اپرای) استانبول: دختر پریشان زلف! عارف مبهوت!». در خوانش تصنیف، قسمت «به به به» به صورت «به به و به» خوانده می‌شود که این «و» یک ترنم است که در بیت‌های بعدی هم خوانده می‌شود؛ مثلاً مصراع سوم تصنیف هم به صورت «آفتاب از چه طرف سرزده امروز (و) که سر» خوانده می‌شود.
| شانه بر زلف پریشان زده‌ای، به به به |  | دست بر منظرهٔ جان زده‌ای، به به به |
| آفتاب از چه طرف سرزده امروز که سر  |  | به من بی‌سروسامان زده‌ای، به به به |
| ...                                |  |                                  |

هر وقت ز آشیانهٔ خود یاد می‌کنم
این شعر را عارف در زمان سکونتش در استانبول سروده و در آن به دربدری خود و پریشانی وضع ایران اشاره کرده است.
| هر وقت زآشیانهٔ خود یاد می‌کنم      |  | نفرین به خانوادهٔ صیاد می‌کنم   |
| یاد در غم اسارت، جان می‌دهم به باد |  | یا جان خویش از قفس آزاد می‌کنم |
| ...                               |  |                               |

به کوی میکده هر کس که رفت بازآمد

این شعر را عارف در زمان بازگشتش از استانبول به ایران سروده است. در این شعر، عارف اشاره‌ای هم به سید محمدرضا برازجانی معروف به «مساوات» کرده است: چون خوب بود «مساوات» برنمی‌گردیدکه مشت ما بر بیگانه کرد بازآمد
| به کوی میکده هر کس که رفت، بازآمد  |  | ز قید هستی این نشئه بی‌نیاز آمد |
| هزار شُکر که ایران چو کبکِ زخمی، باز |  | برون ز پنجهٔ شاهین و شاهباز آمد |
| ...                                |  |                                |
| چه خوب بود «مساوات» برنمی‌گردید     |  | که مشت ما بر بیانه کرد بازآمد  |
| ...                                |  |                                |

رحم ای خدای دادگر کردی نکردی
در سال ۱۳۳۸ ه‍.ق و پس از بازگشت از استانبول، زمانی که عارف از تهران برای سفری خارج شده بود و در بیابانی نزدیک مورچه خورت در استان اصفهان بود، تصنیف در بیات ترک و در دو بند سروده شده است. اوجِ تصنیف در گوشهٔ شکسته و فِیلی اجرا می‌شود. برای عارف مهم بود که تصنیف‌هایش برای عموم مردم قابل اجرا باشند، و بیشتر تصنیف‌های عارف بازه صوتی کوچکی دارند، اما این تصنیف از این جهت مستثنی است و گسترهٔ صوتی بزرگتری دارد. بعدتر نیز وی این اثر را در سال ۱۳۴۳ ه‍.ق در تهران و در خلال نمایش نهضت جمهوری ایران اجرا کرد.
| رحم ای خدای دادگر کردی نکردی      |  | ابقا به اعقاب قجر کردی نکردی  |
| از این سپس میدان شاهان جهان را    |  | گر از حلب تا کاشمر کردی نکردی |
| ...                               |  |                               |
| ملک کیانی را قجر چون دستخوش کرد   |  | کوتاه اگر دست قجر کردی نکردی  |
| با مجلش شورا ز عارف گو جز این کار |  | فراد اگر کار دگر کردی نکردی   |

زنده به خونخواهی‌ات هزار سیاووش
این تصنیف را عارف در سوگ محمدتقی پسیان سرود. در این شعر، وی پسیان را می‌ستاید و از میهن‌پرستی وی ذکر به میان می‌آورد.
| زنده به خونخواهی‌ات هزار سیاووش      |  | گردد از آن قطره خون که از تو زند جوش |
| عشق به ایران به خون کشیدت و این خون |  | کی کند ایرانی اصیل فراموش            |
| ...                                 |  |                                      |

به من مگو که نکن گریه، گریه کار من است
این تصنیف را هم عارف در سوگ محمدتقی پسیان سرود. پسیان که درجهٔ کلنل داشت، در این شعر با همین لقبش مورد اشاره قرار گرفته است. این کار که با نام «تصنیف کلنل» هم شناخته می‌شود، در سال ۱۲۹۸ ه‍.خ ساخته شده است.
| به من مگو که نکن گریه، گریه کار من است |  | کسی که باعث این کار گشته یار من است |
| متاع گریه به بازار عشقْ رایج و اشک      |  | برای آبرو و قدر و اعتبار من است     |
| ...                                    |  |                                     |
| تدارک سفر مرگ دید عارف و گفت           |  | در این سفر «کلنل» چشم‌انتظار من است  |

به مردم این همه بیداد شد ز مرکز داد
این تصنیف را عارف در حمایت از حکومت جمهوری سرود که رضاخان پایه گذاشت. در این شعر، وی به ستایش حکومت جمهوری می‌پردازد و بابت رهایی از سلطنت قاجار شادمانی می‌کند. عارف این اثر را در دستگاه ماهور اجرا کرد.
| به مردم این همه بیداد شد ز مرکز داد |  | زدیم تیشه بر این ریشه، هر چه بادا باد |
| ...                                 |  |                                       |
| به زور بازوی جمهور بوده کز ضحاک     |  | گرفت دادِ دل خلق، کاوهٔ حداد            |
| پس از مصیبت قاجار، عید جمهوری       |  | یقین بدان بوَد امروز، بهترین اعیاد     |
| ...                                 |  |                                       |
| به یک نگاه اروپا بباخت خود را شاه   |  | در این قمارِ کلا، تاج و تخت از کف داد  |
| خرابه کشور ما را هر آن که باعث شد   |  | کزین سپس شود آباد، خانه‌اش آباد        |
| ...                                 |  |                                       |

سوی بلبل دم گل باد صبا خواهد برد
این اثر را عارف در ستایش رضاخان و بابت برپایی حکومت جمهوری و سرنگونی سلطنت قاجار سرود. در این شعر به رضاخان با لقب «سردار سپه» اشاره شده است. عارف این تصنیف را در بیات ترک اجرا کرد.
| سوی بلبل، دمِ گل، باد صبا خواهد برد |  | خبر مقدم گل تا همه‌جا خواهد برد     |
| ...                                |  |                                    |
| سر بازارِ جنون، عشق، شه ایران را    |  | در اروپا چه خوش انگشت‌نما خواهد برد |
| ...                                |  |                                    |
| باد «سردارِ سپه» زنده در ایران عارف |  | کشور رو به فنا را به بقا خواهد برد |

بود رختخوابم ز حاجی وکیل
این مثنوی را عارف در سال‌های پایانی عمرش در همدان سروده است و در آن به فقر خودش اشاره می‌کند و برخی از وسایل زندگی را که دیگران از جمله بدیع‌الحکما (دکتر بدیع) به وی داده بودند نام می‌برد.
| بوَد رختخوابم ز «حاجی وکیل»     |  | که خصمش زبون باد و عمرش طویل    |
| اگر پهن فرشم به ایوان بوَد      |  | سپاسم ز الطاف «کیوان» بود       |
| اگر میز و هم یک دوتا صندلی است |  | ز «دکتر بدیع» است، از بنده نیست |
| ...                            |  |                                 |

به سال شصتم عمرم نوید جشن رسید
عارف این شعر را در شصت‌سالگی و زمانی سرود که او و جمعی دیگر از ادبای ایرانی در تقدیر از ادوارد براون مقاله‌های نوشتند و سروده‌هایی منتشر کردند. براون در تدوین، نشر و احیای آثار ادبی ایران و شناساندنشان به انگلیسی‌زبانان جهان فعالیت‌های بسیاری کرده بود.
| به سال شصتم عمرم نوید جشن رسید      |  | بمان که بعد صد و بیست سال خواهی دید |
| ...                                 |  |                                     |
| به لوح خاطر ایرانیان به نام «براون» |  | نوشته با خطر برجسته السعید سعید     |
| ...                                 |  |                                     |

### کنسرت‌ها
عارف را نخستین کسی می‌دانند که در ایران کنسرت برگزار کرد. عارف بیش از ۲۰ کنسرت برگزار کرده اما تنها راجع به بخشی از آن‌ها مستندات وجود دارد. در اوج فعالیتش، عارف سالی ۲ تا ۳ کنسرت برگزار می‌کرد که منبع اصلی درآمدش نیز محسوب می‌شد. برای نوازندگان همراهش، اجرا با عارف نوعی افتخار محسوب می‌شد و بدون چشمداشت مالی با او همکاری می‌کردند. از این میان، نوازندهٔ محبوب عارف شکرالله قهرمانی بود که عارف شیفتهٔ تارنوازی او بود. حسین‌خان اسماعیل‌زاده هم به عنوان نوازندهٔ کمانچه در کنسرت‌های عارف مشارکت می‌کرد.
نخستین کنسرت عارف روز ۲۹ مرداد ۱۲۸۸ ه‍.خ (۳ شعبان ۱۳۲۷ ه‍.ق) یعنی ۲۰ روز پس از اعدام شیخ فضل‌الله نوری در خانهٔ علی ظهیرالدوله و به همت انجمن اخوت برگزار شد. در این کنسرت خیریه که درآمدش به حریق‌زدگان بازار تهران داده شد، عارف تصنیف «ای امان از فراقت امان» را خواند و همچنین غزلی را خواند که در آن از مرگ شیخ اظهار شادمانی کرده بود. دومین کنسرت عارف در سال ۱۲۸۸ ه‍.خ (معادل رجب ۱۳۲۷ ه‍.ق) در سینما فاروس (خیابان لاله‌زار) برگزار شد و در این کنسرت، رضا محجوبی و مرتضی محجوبی (که در آن زمان ۱۰ سال داشت) برای عارف نوازندگی کردند.
سومین کنسرت عارف در تابستان ۱۲۹۰ ه‍.خ (۱۳۲۹ ه‍.ق) در پارک امین‌الدوله تهران برگزار شد. این کنسرت به مناسبت شکست قوای محمدعلی شاه از مشروطه‌خواهان برگزار شد و علینقی وزیری، شکرالله قهرمانی و رکن‌الدین مختاری همراه عارف در آن اجرا کردند. عارف در این کنسرت شش تصنیف اجرا کرد. چهارمین کنسرت وی پس از اخراج مورگان شوستر از ایران بود، که در آن تصنیف «ننگ آن خانه» را چند شب متوالی با همراهی شکرالله قهرمانی اجرا کرد.
یکی از کنسرت‌های پرماجرای عارف در خرداد ۱۲۹۳ ه‍.خ (رجب ۱۳۳۲ ه‍.ق) بود که به مقصود جمع‌آوری اعانه برای تأسیس مدرسه احمدیه در پارک ظل‌السلطان برگزار شد. در این کنسرت وی چند تصنیف خواند، از جمله تصنیف «ز خواب غلفت هر دیده‌ای بیدار است» که بیتی از آن به هواداران محمدولی خان تنکابنی (مشهور به «سپهسالار») خوش نیامد و بابت آن به عارف کتک مفصلی زدند. خبر این ماجرا در تهران پیچید و باعث شهرت بیشتر عارف شد. ظاهراً این قضیه ناشی از یک سوء تفاهم بود و هدف عارف کنایه‌زدن به محمدولی خان نبود، چنان‌که بعداً محمدولی خان از عارف عذرخواهی کرد و حتی خانه‌ای در نزدیکی پیچ شمیران به عارف کرایه داد بدون آن که از او اجاره بگیرد. پس از مدتی که عارف تصمیم گرفت از تهران دور شود هم محمدولی خان خانهٔ دیگری در منطقهٔ زرگنده برای عارف مهیا کرد.
کنسرت بعدی عارف در ۱۵ آبان ۱۲۹۴ ه‍.خ (۲۶ ذیحجهٔ ۱۳۳۳ ه‍.ق) در نمایشخانهٔ «باقر اُف» در گراند هتل برگزار شد. پس از آن عارف کنسرت دیگری در ۲۸ شهریور ۱۲۹۸ ه‍.خ (۲۴ ذیحجهٔ ۱۳۳۷ قمری) دوباره در گراند هتل برگزار کرد که تصنیف «هر وقت ز آشیانهٔ خود یاد می‌کنم» را در آن اجرا کرد. در همان سال، عارف کنسرت دیگری هم در اصفهان برگزار کرد که جمعیت بزرگی از بختیاری‌ها در آن شرکت کردند. سردار اسعد بختیاری نیز در این کنسرت حاضر بود و یک ساعت طلا برای عارف روی سن فرستاد؛ عارف ساعت را به پادوی نمایش بخشید که این کار باعث شد اسعد بختیاری با عصبانیت کنسرت را ترک کند.
یکی دیگر از کنسرت‌های جنجال‌برانگیز عارف در مرداد ۱۳۰۰ ه‍.خ (۱۳۳۹ ه‍.ق) بود. این کنسرت در باغ ملی مشهد و برای تأمین مخارج احداث آرامگاه فردوسی برگزار شد و بیش از ۱٫۰۰۰ نفر در آن شرکت کردند. مشیر همایون شهردار در آن شب پیانو می‌نواخت و خاطراتی از آن کنسرت نقل کرده از جمله این که عارف با سگش به این کنسرت رفت و سگ عارف پای پیانو دراز کشید و زمانی که پیانو نواخته می‌شد سگ عارف هم زوزه می‌کشید. در این کنسرت تصنیف «رحم ای خدای دادگر کردی نکردی» اجرا شد و همچنین تصنیف «سپاه عشق تو ملک وجود ویران کرد» که بیت آخرش باعث خشم ایرج میرزا شد. در ۲۲ اسفند همان سال (۱۳ رجب ۱۳۴۰ ه‍.ق) هم عارف کنسرتی در گراند هتل برگزار کرد که از جمله در آن تصنیف «گریه کن» را در رثای محمدتقی پسیان خواند.
دو سال بعد در ۱۹ فروردین ۱۳۰۲ ه‍.خ (۲۲ شعبان ۱۳۴۱ ه‍.ق) عارف کنسرت دیگری در گراند هتل داشت. عارف در نوشته‌هایش اشاره کرده که به اجرای این کنسرت رغبتی نداشت و به دلایل ثانویه، از جمله برای تأمین مخارج چاپ دیوان اشعارش در برلین، تن به این کنسرت داد. در روزنامهٔ شفق سرخ (که رضازادهٔ شفق آن را اداره می‌کرد) هم نوشته شد که عارف برای «آخرین بار» قبول کرده که کنسرتی اجرا کند. اما این آخرین کنسرت عارف نبود که هیچ، کنسرت بعدی عارف مهم‌ترین کنسرت او شد. در ۲۱ اسفند ۱۳۰۲ ه‍.خ (۵ شعبان ۱۳۴۲ ه‍.ق)، عارف کنسرتی به نام کنسرت جمهوری در گراند هتل برگزار کرد که عده‌ای از برجستگان آزادی‌خواه سیاسی عضو هیئت برگزارکنندگان آن بودند، از جمله سید جلیل اردبیلی، اسماعیل یکانی، علی دشتی و محمود سپاسی. برای این کنسرت در روزنامه‌ها تبلیغ فراوان می‌شد که در آن به زوال حکومت قاجار اشاره می‌شد. شاهزادگان قاجار در این کنسرت شرکت نکردند و حتی تهمت زدند که سپهسالار (رضاخان) هزینه‌های زیادی برای این کنسرت کرده است. از جمله تصنیف‌هایی که در این کنسرت اجرا شد، «مارش جمهوری» است (با مطلع «روی دلکش موی دیجور»). گزارش روزنامهٔ ناهید نشان می‌دهد که جمعیتی عظیم در این کنسرت پرهیجان حضور داشتند. تصنیف «مارش جمهوری» به صعود رضاخان به قدرت کمک کرد، اگر چه پس از قدرت گرفتن وی به عنوان رضاشاه، کسی جرئت نداشت که از جمهوریت سخن براند.
آخرین کنسرت عارف در ۲۷ و ۳۰ اسفند ۱۳۰۳ ه‍.خ (شعبان ۱۳۴۳ ه‍.ق) در تبریز برگزار شد. در آن زمان پان‌ترکها در تلاش بودند که آذربایجان از ایران مستقل شود. عارف در تبریز و در جمع بزرگی از آذری‌زبانان، در این کنسرت به فارسی آواز خواند که یکی از اشعارش شامل این بیت بود: «زبان تُرک از برای از قفا کشیدن است / صلاحْ پای این زبان ز مملکت بریدن است». وی همچنین تصنیف دیگری اجرا کرد شامل بیت «چه آذرها به جان از عشق آذربایجان دارم / من این آتش خریدارش به جانم تا که جان دارم». این کنسرت را عاملی برای تشویق آذربایجانی‌های ایران به حفظ تمامیت ارضی ایران دانسته‌اند.

## منبع‌شناسی

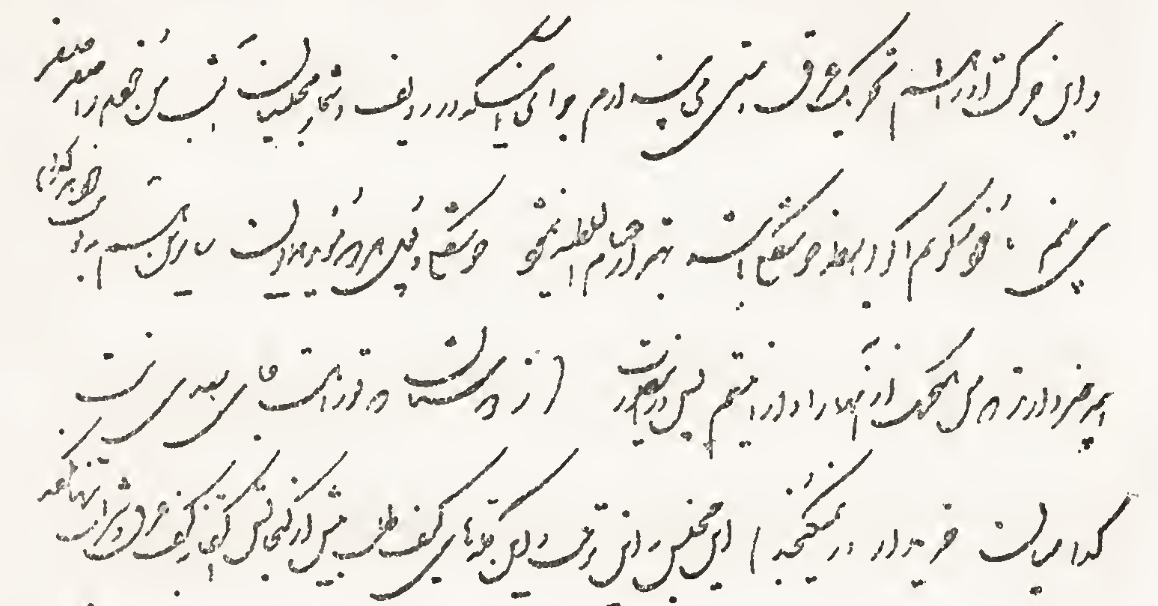
نمونه‌ای از خودزندگینامهٔ دست‌نویس عارف که در دیوان عارف منتشر شد.

چندین منبع به زندگی و آثار عارف پرداخته‌اند که برخی از مهم‌ترینشان در این بخش ذکر شده‌اند.
عبدالرحمن سیف‌آزاد، روزنامه‌نگار ایرانی، از دوستان نزدیک عارف بود. خودش مدعی بود که عارف قزوینی که «سگش را از همه بیشتر دوست می‌داشت» به سیف‌آزاد گفته بوده که او را از سگش هم بیشتر دوست می‌داشته. سیف‌آزاد در سال ۱۳۰۳ ه‍.خ کتاب دیوان عارف را در برلین منتشر کرد؛ این کتاب حاوی اشعاری بود که صادق رضازاده شفق (معروف به «شفق») گردآوری کرده بود و افزون بر آن، شصت و چهار صفحه تصنیف‌های عارف را نیز شامل می‌شد. این کتاب شامل یک خود زندگینامه از عارف نیز هست. عارف این خود زندگینامه را در تاریخ ۲۹ رمضان ۱۳۴۱ ه‍.ق (حدوداً ۱۰ سال پیش از مرگش) به پایان برده است. آن خودزندگینامه در ابتدا به صورت تصاویر دست خط خود عارف منتشر می‌شد که برخی قسمت‌هایش ناخوانا بود. بعداً محمدعلی سپانلو و مهدی اخوت از یکسو، و مهدی نورمحمدی از سویی دیگر اقدام به چاپ نسخه‌هایی از دیوان عارف کردند که در آن متن خودزندگینامهٔ عارف به صورت تایپ‌شده آمده بود، اما در این بین برخی از بخش‌های آن خودزندگینامه هم دستکاری شده بود.
سیدهادی حائری در سال ۱۳۲۱ ه‍.خ اثری به عنوان جلد دوم دیوان عارف منتشر کرد و سپس کتابی به نام کلیات عارف نیز تدوین و منتشر کرد. حائری مدعی است که کلیات عارف را بعداً به سیف‌آزاد داده تا منتشر کند و بابتش حق‌التألیفی به حائری داده شود، اما سیف‌آزاد در آن اثر دست برده، موضوعات متفرقه‌ای به آن افزوده، ترتیب و طبقه‌بندی اشعار عارف را در هم ریخته، و نهایتاً اثر را بدون ذکر نام حائری منتشر کرده و به حائری هم حق تألیف نداده است. حائری بعداً در سال ۱۳۶۴ ه‍.خ کتاب به اسم عارف قزوینی، شاعر ملی منتشر کرد که در آن شرحی از زندگی عارف ارائه کرد و خودزندگینامه عارف را نیز در آن گنجاند. اما مهدی به‌خیال به اشعاری که حائری گردآوری و منتشر کرده نقدهایی وارد کرده است و معتقد است که حائری در متن شعرهای عارف دست برده است.
نت‌نویسی تصنیف‌های عارف اولین بار در مجموعه‌ای به نام ردیف آوازی و تصنیف‌های قدیمی به همت فرامرز پایور انجام شد که توسط مؤسسه فرهنگی-هنری ماهور در سال ۱۳۷۵ ه‍.خ منتشر شد. در سال ۱۳۸۳ هم ارشد تهماسبی مجموعه‌ای نسبتاً کامل از تصنیف‌های عارف را همراه با نت‌نویسی منتشر کرد. سعید پورعظیمی پژوهشگر ادبیات فارسی، تحقیقات دکترایش در دانشگاه خوارزمی را که زیر نظر تقی پورنامداریان و مسعود جعفری جزی انجام داده بود، در سال ۱۳۹۷ ه‍.خ در قالب پایان‌نامه‌ای با عنوان تصحیح دیوان عارف قزوینی و تحقیق در احوال وی منتشر کرد. این پایان‌نامه برندهٔ جایزه فتح‌الله مجتبایی شد. وی این اثر را بعداً در قالب یک کتاب نیز منتشر کرد. پورعظیمی چند مقاله هم دربارهٔ عارف و آثارش منتشر کرده است.

## یادداشت
1. ↑  کنستانتین چایکین، خاورشناس اهل روسیه، سال تولد عارف را ۱۲۹۵ ه‍.ق و محمد هزار، دوست عارف و نویسندهٔ کتاب عارفنامه هزار، سال تولد عارف را حدود ۱۲۹۷ ه‍.ق می‌دانند.[۵] اما روی جلد دیوان عارف چاپ برلین که در زمان حیاتش منتشر شده، سال تولد وی همان ۱۳۰۰ ه‍.ق ذکر شده است.
2. ↑  عارف بعدها که به تهران رفت نیز مدتی نزد آقا حسینقلی در موسیقی و نوازندگی گرفت.[۱۲]
3. ↑  اولین سفر سپنتا در سال ۱۳۰۸ ه‍.خ به همراه بهرام گور آنکلساریا بود و سفر دوم در سال ۱۳۱۱ ه‍.خ به همراه رابیندرانات تاگور و دینشاه ایرانی.[۳۴]
4. ↑  جیران خدمتکار کلنل پسیان بود که کلنل او را به عارف سپرد. جیران آذری بود و نام پدرش نورالله و نام مادرش فرنگیس و زادهٔ روستای «دَلَمه» از نواحی آذربایجان بود. وی سال‌ها کلفَت عارف بود و بعداً عارف او را صیغهٔ خود کرد.[۴۳] جیران خانم فارسی نمی‌دانست.[۴۴]
5. ↑  دستهٔ سوم آثار عارف، هزلیات هستند.[۷۳] عمدهٔ هزلیات عارف در قالب مثنوی سروده شده‌اند.[۷۴]
6. ↑  افتخار خانم، زری خانم و امجد خانم، خوانندگانی در دورهٔ مظفرالدین‌شاه بودند که در اولین دوره‌ای که موسیقی ایرانی روی صفحهٔ گرامافون ضبط می‌شد، شرکت کردند و در کنار خوانندگان مشهورتری همچون عبدالله دوامی و حسین طاهرزاده به پیشگامان ضبط صوت روی صفحهٔ گرامافون تبدیل شدند. پس از آن‌ها، خوانندگان دیگری همچون قمرالملوک وزیری، رضاقلی‌میرزا ظلی، ایران‌الدوله هلن، ادیب خوانساری و بسیاری دیگر، در دورهٔ دوم ضبط صفحه‌های گرامافون شرکت کردند.[۱۱۵]
7. ↑  مصرع اول این تصنیف به صورت «مگو چه‌سان نکنم گریه، گریه کار من است» نیز ذکر شده‌آست.[۱۵۲]